# Ferrite (céramique ferromagnétique)
Pour les articles homonymes, voir Ferrite.
 (avril 2016).
Si vous disposez d'ouvrages ou d'articles de référence ou si vous connaissez des sites web de qualité traitant du thème abordé ici, merci de compléter l'article en donnant les références utiles à sa vérifiabilité et en les liant à la section « Notes et références ».

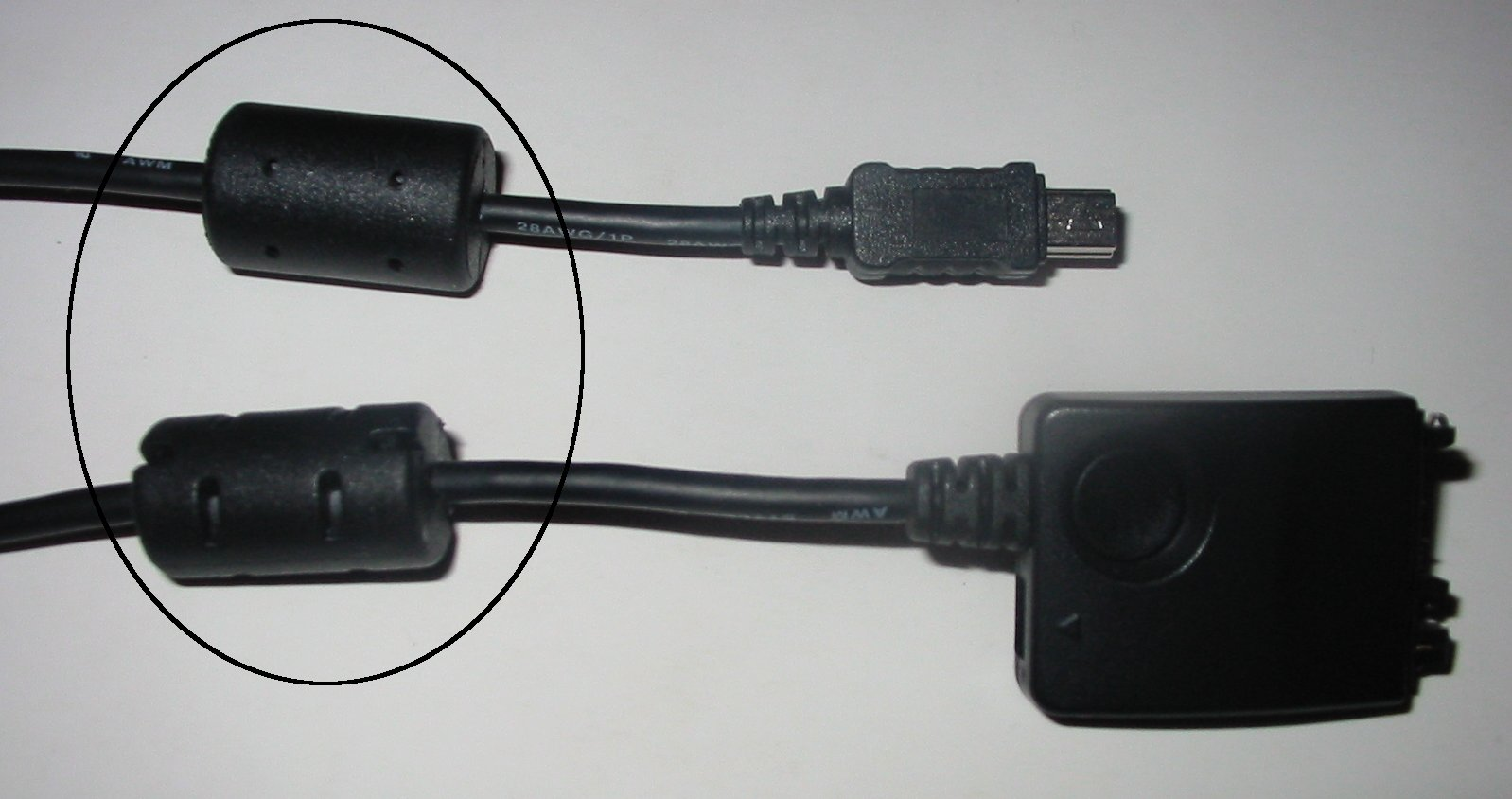
« Perles » de ferrite utilisées pour réduire les parasites électromagnétiques sur des câbles.

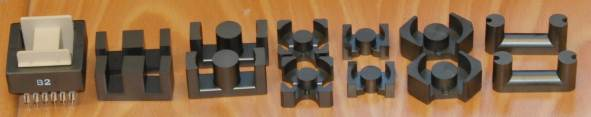
Quelques circuits magnétiques en ferrite utilisés dans les transformateurs et les inductances.

Le ferrite est une céramique ferrimagnétique obtenue par moulage à forte pression et à haute température (>1 000 °C) d'un mélange d'oxyde de fer(III) et d'un autre oxyde métallique, de formule Fe2O3XO (où X est un élément chimique tel que le manganèse, le zinc, le le cobalt, le nickel, le plomb, le baryum, le strontium, etc.). Il est très utilisé en électronique et permet de mettre en œuvre des applications diverses et variées grâce à ses propriétés.
Le ferrite est un matériau très dur, difficile à usiner et assez fragile, de couleur grise à noire. La température de Curie (propriété caractéristique des matériaux ferro et ferrimagnétiques) de ce matériau est généralement comprise entre 125 et 350 °C.

## Variété des ferrites
Ce matériau existe aussi à l’état naturel, par exemple sous forme du minéral ferrite de plomb PbFe12O19, appelé par sa structure magnétoplombite.
Il existe surtout un grand nombre de ferrites artificiels. Mentionnons les ferrites de manganèse, les ferrites de nickel et les ferrites de cobalt.
Par exemple, le ferrite de nickel et de zinc Ni1-xZnxFe2O4 sont préparés pour assurer un léger déficit en fer, diminuant drastiquement la présence de Fe(II). Ce fait contribue à obtenir une résistivité de plusieurs échelles de grandeur supérieures à celle des ferrites au manganèse. Une grande résistivité rend négligeable les pertes par courants de Foucault. Les ferrites au nickel sont caractérisés par de faibles pertes à haute fréquence.
D'une manière générale, pour des grains assez petits pour ne constituer qu'un seul domaine magnétique, les pertes liées à la présence des défauts à l'intérieur des grains sont faibles. La polarisation est alors établie par rotation, en évitant le mécanisme dissipateur lié au parois de Bloch. Néanmoins, la perméabilité initiale est bien diminuée.

## Ferrites durs frittés
Ce sont des aimants synthétiques où le plomb peut être remplacé :
- soit par le baryum, pour les applications nécessitant une induction rémanente élevée ;
- soit par le strontium, pour les matériaux soumis à un fort champ magnétique démagnétisant.

Les cristaux des ferrites durs ont la capacité de s'orienter dans un champ magnétique. Les propriétés magnétiques sont alors supérieures dans la direction de l’orientation. Cependant, les cristaux correspondant à des mono-domaines de Weiss et ayant un certain degré de liberté les uns par rapport aux autres sont les seuls à pouvoir s’orienter. Avec les différentes techniques de broyage (d’où l’appellation ferrites frittés), le taux d'orientation des cristaux peut être supérieur à 90 %, tout en n’entraînant aucune augmentation de la rémanence. Les ferrites sont alors dits anisotropes. Cependant, si lors de la préparation, aucun champ extérieur n’est appliqué sur le ferrite, il s’agira alors de ferrite isotrope.
Les ferrites durs frittés sont des céramiques, ils sont alors très stables chimiquement et temporellement par les éléments les composant.

### Ferrites isotropes
Les domaines magnétiques sont statistiquement orientés. Il est donc préférable d'utiliser les ferrites durs isotropes dans des applications nécessitant de faibles champs magnétiques, telles que les attractions de faibles puissances, les pièces de réglage des faisceaux dans les tubes de télévision ; ou quand la propriété d'isotropie est nécessaire, telles que les cylindres magnétiques pour photocopieurs par exemple.

### Ferrites anisotropes
Il s'agit du type de ferrite le plus répandu. Il existe plusieurs catégories de matériaux anisotropes.
La première répertorie les matériaux à rémanence élevée, avec les ferrites de baryum et les ferrites de strontium. Les ferrites de baryum sont adaptés aux applications statiques comme les aimants des haut-parleurs par exemple. Les ferrites de strontium sont quant à eux plus adaptés pour les applications dynamiques ou lorsqu'un champ démagnétisant extérieur est présent, car ils présentent une bonne résistance à la désaimantation. Le moteur électrique est un bon exemple, comme ceux à courant continu placés dans les voitures ou encore pour l’électroménager.
La deuxième catégorie rassemble les matériaux à haute coercitivité. Ils sont réalisés avec du ferrite de strontium mélangé à de l'oxyde d’aluminium ou de chrome en quantité variable. Cela permet d’ajuster le champ coercitif. Il ne faut pas oublier qu’un fort champ coercitif de l’aimantation ne peut être obtenu qu’au détriment de la rémanence. De-même que pour la première catégorie, les applications sont similaires. Cependant, cette fois-ci des champs démagnétisants intenses peuvent entrer en jeu. Pour l’exemple de moteurs électriques, les matériaux à haute coercitivité sont utilisés si les moteurs doivent avoir une certaine résistance au froid.

## Ferrites liés
Ces composés sont fabriqués à partir de poudre de ferrite mélangé à des agents liants. Il est alors possible de réaliser :
- des aimants souples si l’agent liant est un thermoplastique souple ;
- des aimants rigides si l'agent liant est une résine thermodurcissable.

Les aimants peuvent aussi obtenir une anisotropie magnétique lors de la fabrication soit par application d’un champ magnétique, soit par laminage lors de la création d’aimant sous forme de ruban. Grâce à ce type de ferrite, il est possible d’obtenir des aimants de formes complexes.

### Propriété
La proportion massique de poudre de ferrite peut varier de 75 à 94% selon l'application. Ainsi la masse volumique varie beaucoup et les propriétés magnétiques aussi.
Par ailleurs, les propriétés chimiques et physiques de l’aimant sont fortement liées à la qualité de l’agent liant ajouté et à la densité de la poudre de ferrite. Les aimants ferrites liée sont des matériaux peu fragiles. Ainsi, la résistance à la rupture est garantie de 30 à 150 MPa (liée aux propriétés chimiques et physiques).

### Plasto-ferrite
Il s’agit d’un composé de poudre de ferrite mélangé à un liant thermoplastique et c'est le matériau le plus utilisé pour la fabrication d’aimant. Ce composé associe les propriétés magnétiques du ferrite aux propriétés mécaniques du thermoplastique. Dans la majorité des cas, les aimants de plasto-ferrite sont des aimants souples : cela est lié au liant utilisé.

## Le marché des aimants à base de ferrite
Le marché automobile est un gros utilisateur de ces aimants. En effet, ils sont très utilisés pour les moteurs électriques, par exemple pour les essuie-glaces. De plus, les ferrites durs sont utilisés dans un grand nombre d’applications industrielles pour la confection de moteurs, où la puissance est un paramètre important à prendre en compte. Des matériaux à champ coercitif élevé sont utilisés pour que l’aimant résiste à l’induction. On peut également en trouver dans les fauteuils roulants, différents objets portatifs et bien d’autres applications qui utilisent ce type de matériau.